# Garadaghli (Agdam)
Garadaghli est un village de la région d'Agdam en Azerbaïdjan.

## Histoire
Le nom ancien du village est "Kolbasan".
En 1992-2020, Garadaghli était sous le contrôle des forces armées arméniennes. Le 20 novembre 2020, la région d'Agdam, y compris le village de Garadaghli a été rétrocédée à l'Azerbaïdjan conformément aux termes de la Déclaration tripartite du 10 novembre 2020, signée par les présidents azerbaïdjanais et russe et le premier ministre arménien.

## Culture
Il y a des écoles secondaires, primaires et musicales, une bibliothèque, un musée, un club et une école maternelle dans le village.

## Population
Selon les statistiques de 2018, la population du village est de 6818 personnes.

## Économie
La principale occupation de la population est l'élevage et l'agriculture.